# کارلتون موریس
کارلتون موریس (انگلیسی: Carlton Morris؛ زادهٔ ۱۶ دسامبر ۱۹۹۵) بازیکن فوتبال اهل بریتانیا است.
از باشگاه‌هایی که در آن بازی کرده‌است می‌توان به باشگاه فوتبال آکسفورد یونایتد، باشگاه فوتبال یورک سیتی، باشگاه فوتبال نوریچ سیتی، و باشگاه فوتبال همیلتون آکادمیکال اشاره کرد.
وی همچنین در تیم ملی فوتبال زیر ۱۹ سال انگلستان بازی کرده‌است...
یاشار قنبریان